# Amor Fúria
A Amor Fúria, Companhia de Discos do Campo Grande é uma editora discográfica independente portuguesa, fundada por Manuel Fúria, Pedro "Almirante" Ramos e João Coração em 2007, e terminada em 2016, sediada no Campo Grande, em Lisboa.
Os géneros musicais editados são sobretudo música pop e rock cantados em português. O seu nome é uma referência à canção Amantes Furiosos da banda portuguesa Heróis do Mar. A sua actividade cruza-se com muita frequência com a da editora FlorCaveira.

## Edições discográficas[6]
- 2008 - As Aventuras do Homem Arranha, de Manuel Fúria (AF002), produzido por Tiago Guillul e editado em parceria com a FlorCaveira;
- 2009 - Meio Disco, da banda Os Quais, de Jacinto Lucas Pires e Tomás Cunha Ferreira (AF004);[7]
- 2009 - Cruz Vermelha Sobre Fundo Branco, da banda Os Golpes (AF007), produzido por Jorge Cruz;[8][9]
- 2009 - Eles São Os Smix Smox Smux, da banda Smix Smox Smux (AF008)[10]
- 2009 - Os Velhos (MD), da banda Os Velhos (AF010);[11]
- 2010 - Livro de Postais + Introdução ao Piano do Amor, de Martinho Lucas Pires e O Deserto Branco (AF014);
- 2010 - Verão Azul, da banda O Verão Azul (AF015);
- 2010 - Desoliúde, da banda Feromona (AF016);[12]
- 2010 - G, da banda Os Golpes (AF017);
- 2010 - Depósito de Inúteis – Compilação Amor Fúria Volume Um, Vários Artistas (AF018) e editado em parceria com a Optimus Discos.
- 2011 - Velhos, da banda Os Velhos (AF020);
- 2011 - 20 Anos de Ruptura Explosiva, Vários Artistas (AF021) e editado em parceria com a FlorCaveira;
- 2011 - O Verão Eterno d'Os Capitães da Areia, da banda Os Capitães da Areia (AF023);
- 2012 - Salto, da banda Salto (AF024) e editado em parceria com a Norte Sul;
- 2012 - Aula de Surf, d'A Praia Grande (AF026);
- 2013 - Manuel Fúria Contempla os Lírios do Campo, de Manuel Fúria e os Náufragos (AF025);
- 2013 - Fogo de Artifício (single), da banda O Verão Azul (AF027);
- 2013 - As Regras do Jogo, da banda O Deserto Branco (AF028);
- 2013 - Águas Livres, de Pedro Lucas (AF029);
- 2014 - Quatro Canções e Outros Tantos Lugares Comuns (MD), de Manuel Fúria e os Náufragos (AF030);
- 2014 - Esta Alegria Nada a Pode Conter, da banda Asterisco Cardinal Bomba Caveira (AF031);
- 2015 - A Viagem dos Capitães da Areia a Bordo do Apolo 70, da banda Os Capitães da Areia (AF032);
- 2015 - Sou Imortal Até Que Deus Me Diga Regressa, de Tiago Lacrau (AF033) e editado em parceira com a FlorCaveira;
- 2015 - Séculos Apaixonados (MD), da banda Séculos Apaixonados (AF035);
- 2016 - Roupa Linda, Figura Fantasmagórica, da banda Séculos Apaixonados (AF036);
- 2016 - Os Velhos, Os Velhos (AF038) e editado em parceira com a FlorCaveira.

## Actividade audio-visual
- Videoclipe para a canção Beijas Como Uma Freira, de Tiago Guillul (AF005);
- Videoclipe para a canção Magnífico Material Inútil, da banda Os Pontos Negros (AF006);
- E ainda videoclipes para Os Quais, Smix Smox Smux e Os Golpes;

## Ligações Externas
- Sítio oficial da Amor Fúria
- Amor Fúria no MySpace